# Kolias Corona
La Kolias Corona è una struttura geologica della superficie di Venere.